# اولیور ایوانویچ
اولیور ایوانویچ (سیریلیک صربی: Оливер Ивановић؛ ۱ آوریل ۱۹۵۳ – ۱۶ ژانویهٔ ۲۰۱۸) سیاست‌مدار اهل صربستان بود. وی رهبر حزب «آزادی، دموکراسی، عدالت» صرب‌های کوزوو بود و نقشی مهم در مذاکرات با ناتو و اتحادیه اروپا ایفا می‌کرد.

## زندگی‌نامه
ایوانوویچ در میان صرب‌های کوزوو در زمان درگیری‌های قومی در این منطقه در سال ۱۹۹۹ به شهرت رسید. زمانی که نیروهای صرب با چریک‌های ارتش آزادی‌بخش کوزوو (KLA) می‌جنگیدند و مرتکب جنایات جنگی علیه غیرنظامیان آلبانیایی شدند.
قضات اتحادیه اروپا در کوزوو در ماه ژانویه سال ۲۰۱۶ وی را به اتهام ارتکاب جرایم جنگی از سوی آقای ایوانویچ علیه آلبانیایی‌تباران کزوو در سال ۱۹۹۹ به ۹ سال حبس محکوم کردند. ایوانویچ تمام اتهامات را رد کرد و یک سال بعد دادگاه تجدید نظر این حکم را لغو کرد.

## ترور
اولیور ایوانویچ، سیاستمدار برجسته صرب‌های کوزوو در مقابل دفتر حزب خود در ناحیه میتروویتسا در شمال صربستان به ضرب گلوله کشته شد. چهار گلوله به قفسه سینه او برخورد کرد و آقای ایوانویچ در بیمارستان جان داد. ناحیه میتروویتسا در کوزوو را صرب‌ها اداره می‌کنند.